# Bernhard von Waging
Bernhard von Waging (* um 1400; † 2. August 1472 in Bergen bei Eichstätt) war ein deutscher Benediktinermönch und bedeutender Vertreter der spätmittelalterlichen Reformbewegungen im süddeutschen Raum.

## Leben
Bernhard von Waging wurde um 1400 vermutlich in Arnsdorf bei Salzburg geboren. 1423 immatrikulierte er sich an der Wiener Universität und erwarb dort schließlich den Titel Baccalaureus artium. In den frühen 1430er Jahren wurde er Augustiner-Chorherr im Stift Indersdorf bei Dachau. 1446 trat er in das Benediktinerkloster Tegernsee über, wo er am 8. Dezember 1447 Profess ablegte und fünf Jahre später am 5. Februar 1452 Prior unter dem Abt Kaspar Ayndorffer († 1461) wurde. In diesem Amt unternahm Bernhard mehrere Reisen, um vor allem die spätmittelalterlichen Klosterreformen sowie die Unionsbestrebungen der Melker-, Kastler und Bursfelder Observanz voranzutreiben. Aus dieser Zeit stammen auch die meisten seiner Schriften sowie mehrere Briefwechsel. 1465 folgte ihm Ulrich von Landau im Amt des Priors nach. 1467/68 ging Bernhard als Seelsorger und Beichtvater in das Kloster Bergen bei Eichstätt, das er bereits 1461 für einen längeren Zeitraum besucht hatte, wo er auch am 2. August 1472 starb. Er ist wohl in Bergen begraben, eine Grabstätte ist nicht bekannt.

## Leistungen
Bernhard von Waging wirkte entscheidend an den spätmittelalterlichen Reformprozessen im süddeutschen Raum mit. Die Übersicht über seine Werke zeigt, dass er sich mit zahlreichen aktuellen Fragestellungen der Klerus- und Klosterreform des 15. Jahrhunderts beschäftigte.

## Kontakte
Die meisten seiner Schriften entstanden als Auftragswerke in Reaktion auf eine konkrete, meist briefliche Anfrage, was auf seine hohe Autorität in Fragen der Reformprozesse innerhalb spätmittelalterlicher monastischer und klerikaler Gemeinschaften hinweist.
Bernhard stand unter anderem in Verbindung mit Johann III. von Eych, Nikolaus von Kues und Johannes Schlitpacher.
Weitere Beziehungen lassen sich nachweisen zu Indersdorf, Regensburg, Salzburg, Augsburg, Freising und Hieronymus von Mondsee.

## Werke
Eine umfassende, aber zu ergänzende Übersicht über Bernhards Werke und ihrer handschriftlichen Überlieferung bietet der Artikel im Verfasserlexikon von Werner Höver.
- (1450?) De forma servanda in excommunicando et qualiter sententia excommunicationis in subditos ferenda sit
- (1451/52) Laudatorium doctae ignorantiae
- (1455) Acta visitationis et reformationis
- (1456) Epistola seu tractatus de esu carnium; De materia eucharistiae sacramenti
- (1458) Confessionale seu tractatus de confessione; Tractatus de morte necnon de preparatione ad mortem seu speculum mortis
- (1459) Defensorium laudatorii doctae ignorantiae; De cognoscendo Deum
- (1460) Declaratio huius passus regulae S. Benedicti
- (1461) Consolatorium seu remediarium tribulatorum; Exhortatio commendatoria simul quod ad bonum initiatoria eius, cui ista scripta specialiter sunt facta („Tractatus de consecratione monialium“)
- (1461/62) Ordinarium missae practicum
- (1462) Speculum (seu monitorium) pastorum et animarum rectorum
- (1463) Defensorium speculi pastorum
- (1463/64) De spiritualibus sentimentis et perfectione spirituali[5]
- (1464/65) Remediarius contra pusillanimes et scrupulosos[6]

Außerdem sind von Bernhard von Waging zahlreiche Predigten und Briefe überliefert.